# El Capitolio
El Capitolio hay còn được biết đến với tên Tòa nhà Đại hội Quốc gia ở La Habana, Cuba. Đây là nơi được sử dụng làm tòa nhà quốc hội của chính phủ Cuba cho đến sau khi cuộc cách mạng Cuba năm 1959, và bây giờ nó trở thành nhà của Học viện Khoa học Cuba. "El Capitolio" có chiều cao khoảng 92 mét, tương đương với 300 ft. Tên và thiết kế của nó được lấy cảm hứng từ tòa nhà Quốc hội Hoa Kỳ tại Washington, D.C., nhưng nó chỉ là bề ngoài là tương tự. Công trình hoàn thành vào năm 1929, và nó là tòa nhà cao nhất tại La Habana cho đến những năm 1950, là tòa nhà có bức tượng trong nhà lớn thứ ba thế giới.

## Lịch sử
Dự án bắt đầu vào tháng 4 năm 1926, dưới chính quyền của Gerardo Machado. Công trình xây dựng được giám sát bởi công ty Purdy và Henderson của Hoa Kỳ. Trước Cách mạng Cuba năm 1959, tòa nhà là nơi đặt Quốc hội Cuba.Đến khi Quốc hội bị giải tán vào năm 1959, tòa nhà đã không còn được sử dụng theo đúng mục đích là nhà của dân nữa. Sau đó nó được sử dụng như là trụ sở của Bộ Khoa học, Công nghệ và Môi trường Cuba. Tầng chính được mở cửa cho du khách tham quan và nhiều phòng được sử dụng để tổ chức các hội nghị và các cuộc họp quan trọng. Năm 2013, Chính phủ Cuba đã khôi phục tòa nhà để sử dụng một lần nữa như là trụ sở của Quốc hội Cuba. (Báo cáo của BBC News)

## Kiến trúc xây dựng

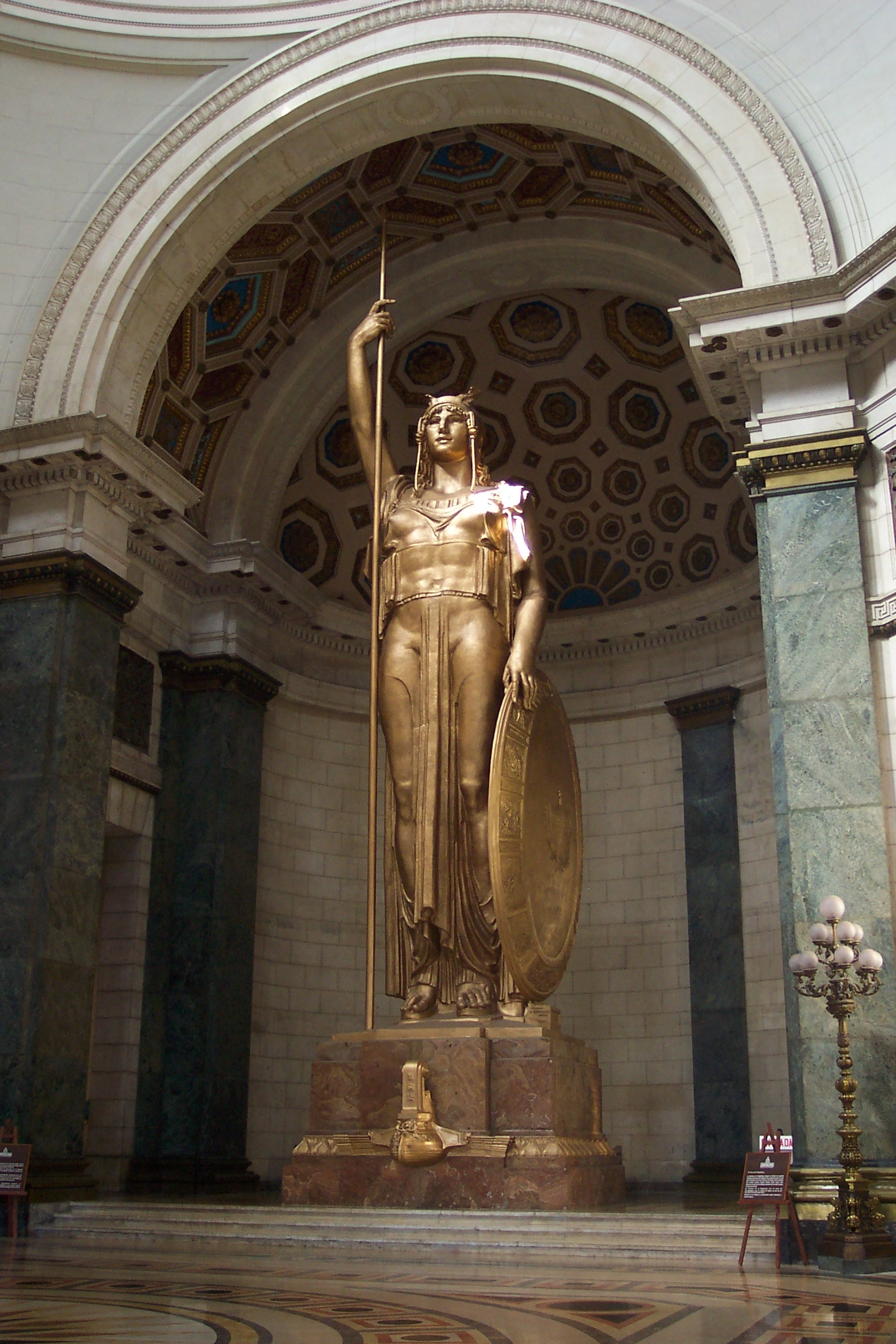
La Estatua de la República,là bức tượng trong nhà lớn thứ ba trên thế giới.

Tòa nhà mang phong cách kiến trúc Tân cổ điển với một số điểm tương đồng như tòa nhà Quốc hội Hoa Kỳ, mặc dù mái vòm thì được kiến trúc sư Rayneri lấy cảm hứng từ Điện Panthéon ở Paris.
Mái vòm của tòa nhà là cấu trúc đá dựa trên một khung thép được làm tại Hoa Kỳ và nhập về Cuba, được đặt ở trên đỉnh phía trên các phòng lớn của tòa nhà, trong đó có Thư viện Quốc gia Khoa học và Công nghệ Cuba. Trong thiết kế ban đầu, mái vòm của tòa nhà được trang trí bằng các hình lá cọ cách điệu nhưng điều này đã không được thực hiện. Với chiều cao 92 mét (300 ft), mái vòm là điểm cao nhất trong thành phố La Habana cho đến những năm 1950 (bây giờ thuộc về Đài tưởng niệm José Martí với chiều cao 109 mét). Thời điểm đó, thì đây là mái vòm cao thứ ba thế giới.
La Escalinata là lối vào chính được dẫn bởi 55 bậc, hai bên lối vào là hai bức tượng cao 6,5 mét (21 ft) của nghệ sĩ người Ý Angelo Zanelli. Bên trái là El Trabajo còn bên phải là La Virtud Tutelar. Các bước dẫn đến hiên trung tâm cao 36 mét (118 ft) và rộng hơn 16 m (52,5 ft). Có 12 cột đá granit kiểu La Mã sắp xếp thành hai hàng, với mỗi cột dài hơn 14 mét (46 ft). Ngoài hàng hiên, ba cánh cửa bằng đồng lớn với các bức phù điêu để vào sảnh chính.
Bên trong chánh điện, dưới mái vòm là bức tượng lớn La Estatua de la República (Tượng của nước Cộng hoà). Bức tượng được thiết kế bởi Zanelli, được đúc bằng đồng tại Rome thành ba phần và lắp ráp lại với nhau tại bên trong tòa nhà sau khi được đưa tới Cuba. Nó được bao phủ bởi 22 carat (92%) là vàng lá và nặng 49 tấn. Chiều cao của bức tượng là khoảng 15 m (49 ¼ ft), khiến nó là bức tượng trong nhà cao thứ hai trên thế giới vào thời điểm đó, chỉ có bức tượng Phật Tỳ Lô Giá Na ở chùa Tōdai. Bức tượng đứng trên một chân đế cao 2,5 m (8 ¼ ft) nâng tổng chiều cao của nó lên là 17,54 m (55 ft ¼). Một người Creole, Lily Valty chính là hình mẫu của bức tượng của Zanelli, cùng với nguồn cảm hứng từ vị thần Athena, nữ thần bảo hộ của Hy Lạp.

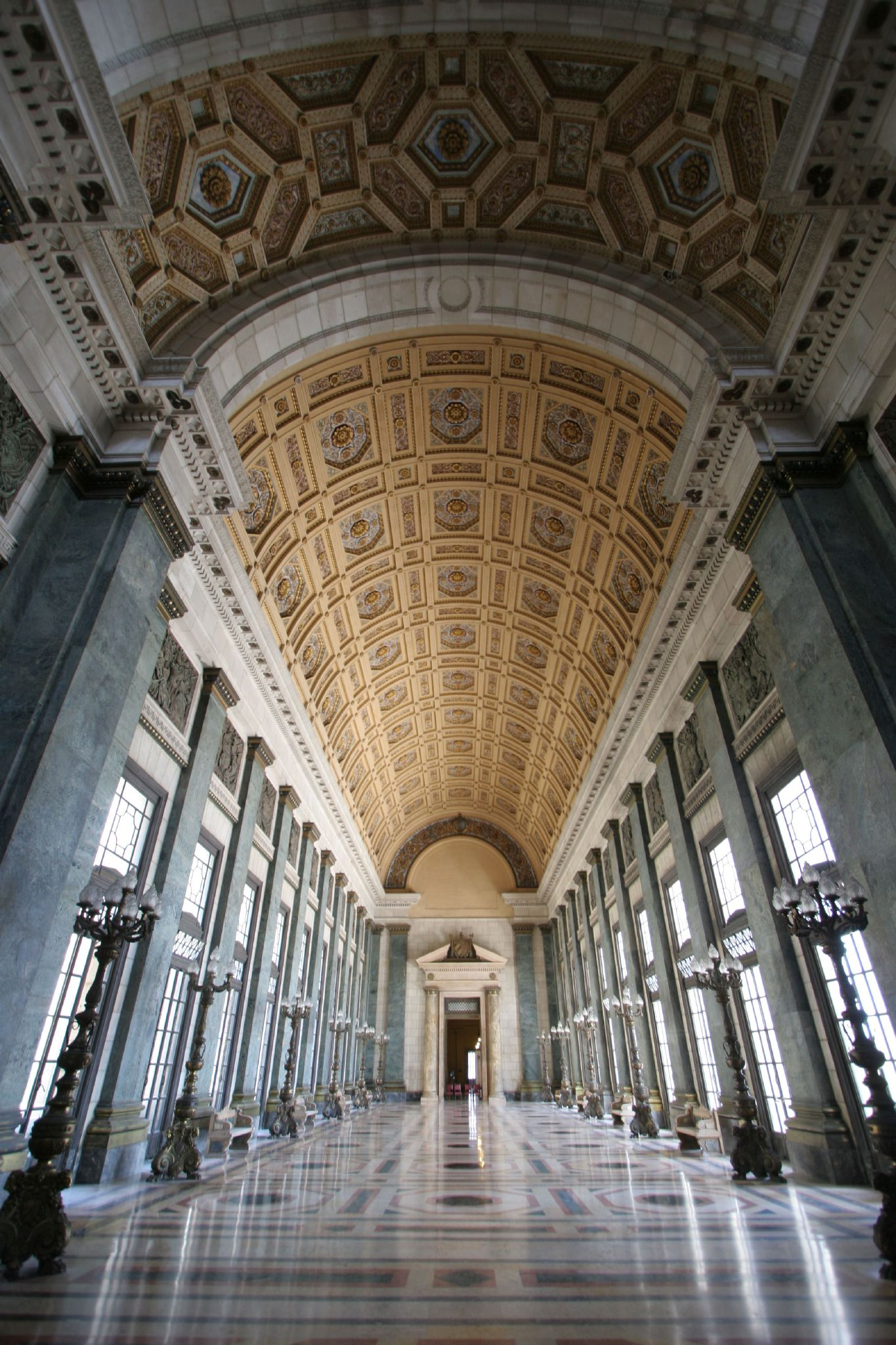
Salon de Pasos Perdidos.

Trung tâm của hội trường chính là một bản sao của viên kim cương nặng 25 carat (5 g), đánh dấu Cột mốc số 0 tại Cuba. Viên kim cương ban đầu thuộc về Sa hoàng Nicholas II của Nga và đã được bán cho nhà nước Cuba bởi một thương gia Thổ Nhĩ Kỳ, đã bị đánh cắp vào ngày 25 tháng 3 năm 1946 trước sự trở lại của tổng thống Ramón Grau San Martín vào ngày 02 tháng 6 năm 1946. Năm 1973, lãnh tụ Fidel Castro đã thay thế bằng một bản sao của viên kim cương đó. Bản thật của nó đến nay vẫn không nhiều người được biết. Hai bên hội trường là hai dãy hành lang có tên Salon de Pasos Perdidos. Hội trường được lát bằng đá cẩm thạch cùng với các đèn chùm được mạ vàng, dẫn đến hai viện hình bán nguyệt mà trước đây đặt Quốc hội và Viện đại biểu. Căn phòng Quốc hội ở bên phải của tòa nhà cũng với lối dẫn vào văn phòng của tổng thống.
Một loạt các bóng đèn khác nhau được thiết kế đặc biệt cho tòa nhà với phần lớn trong số đó được sản xuất tại Pháp. Ở trung tâm của tòa nhà là hai hàng hiên cung cấp ánh sáng và thông gió cho các văn phòng tầng thứ nhất, thứ ba và thứ tư. Sân phía bắc các tính năng khác bức tượng El Ángel Rebelde (Thiên thần nổi loạn) đã được đưa tới tòa nhà vào năm 1946. Tầng năm của tòa nhà nhỏ, và tầng sáu cho phép mọi người lên được một phần của mái vòm.

## Hình ảnh

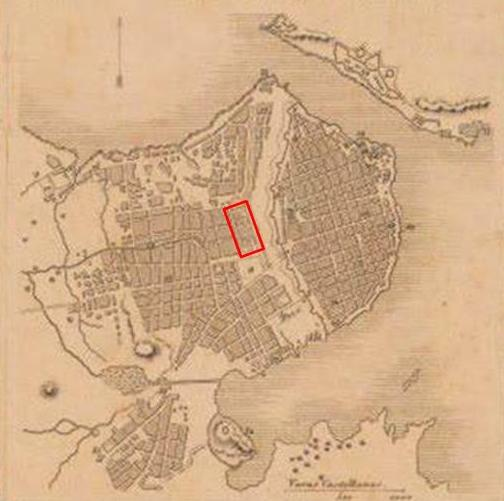
Bản đồ của La Habana, năm 1850.
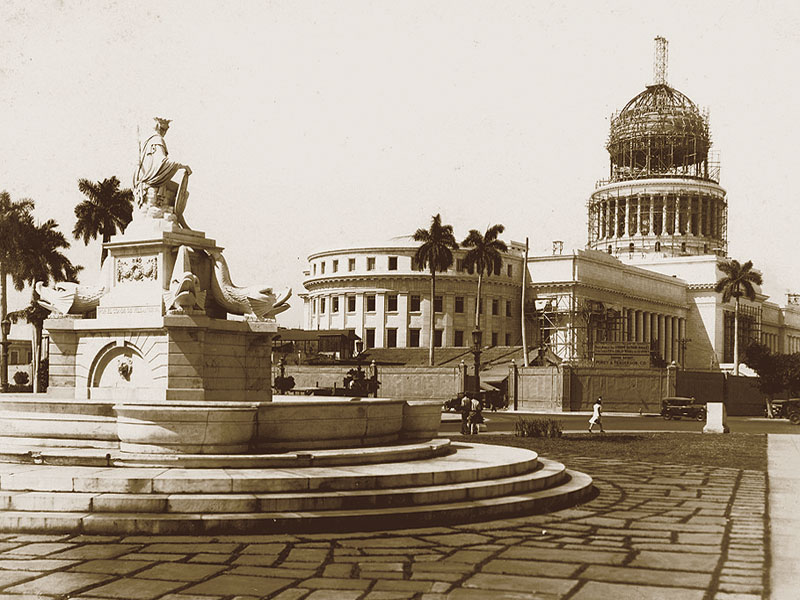
Hình ảnh của việc xây dựng các mái vòm trên
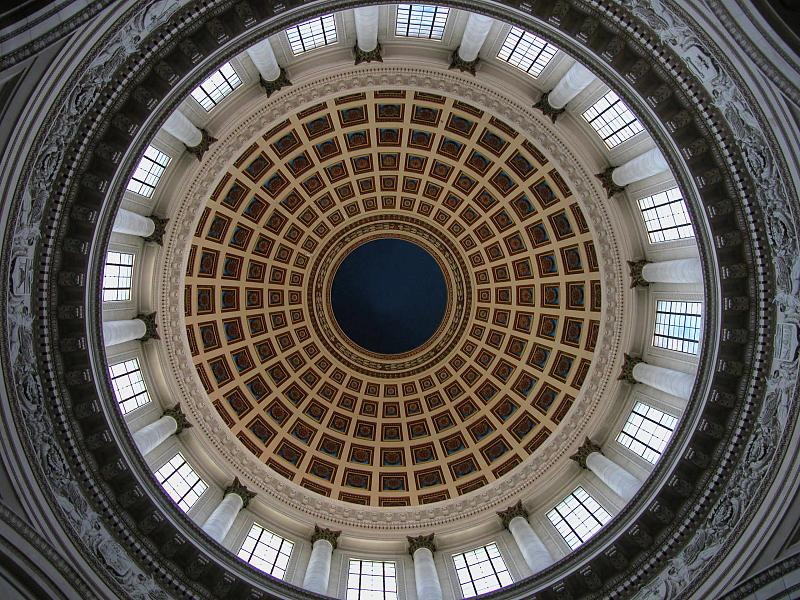
Bên trong vòm
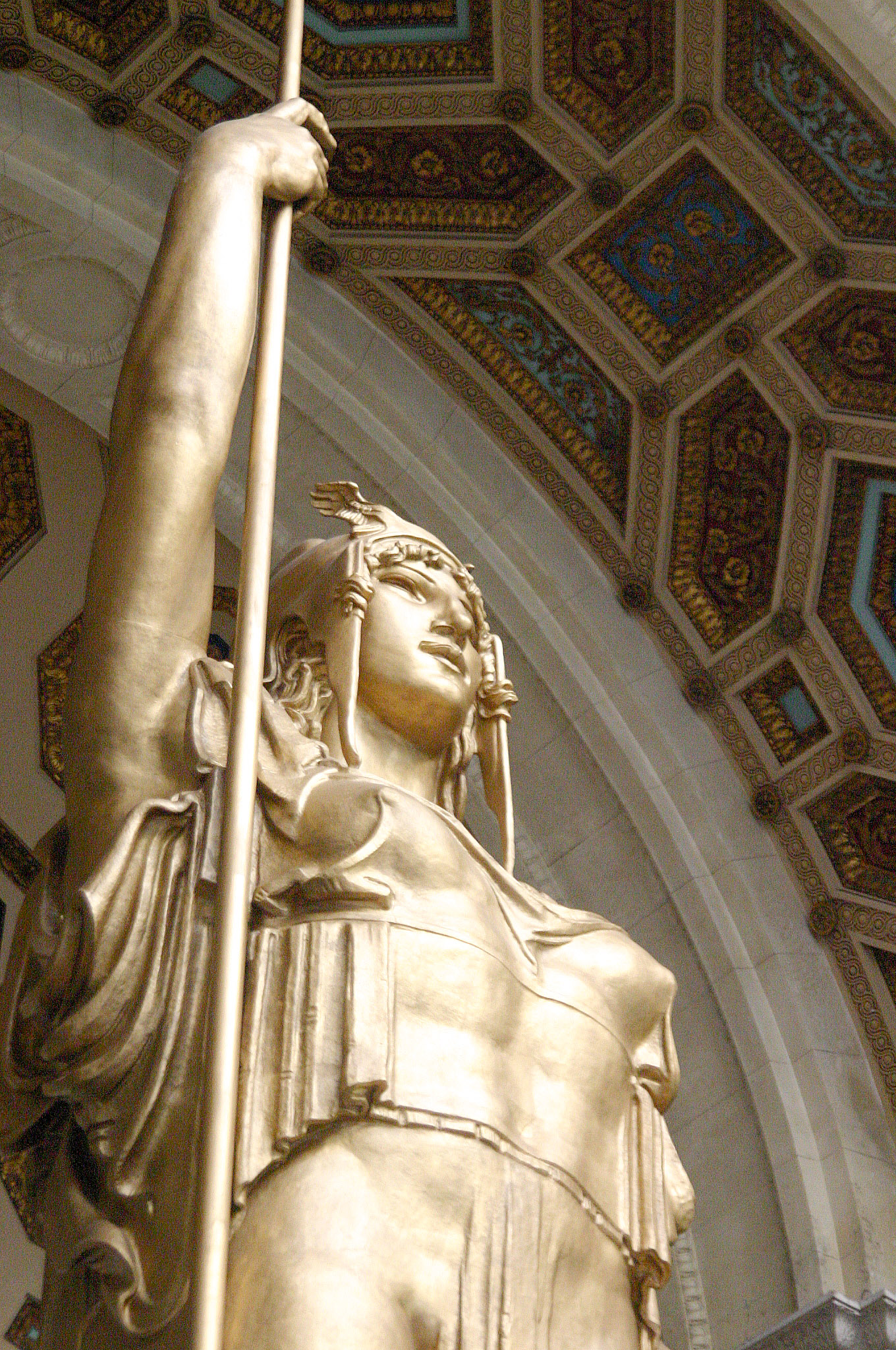
Bức tượng La Estatua de la República
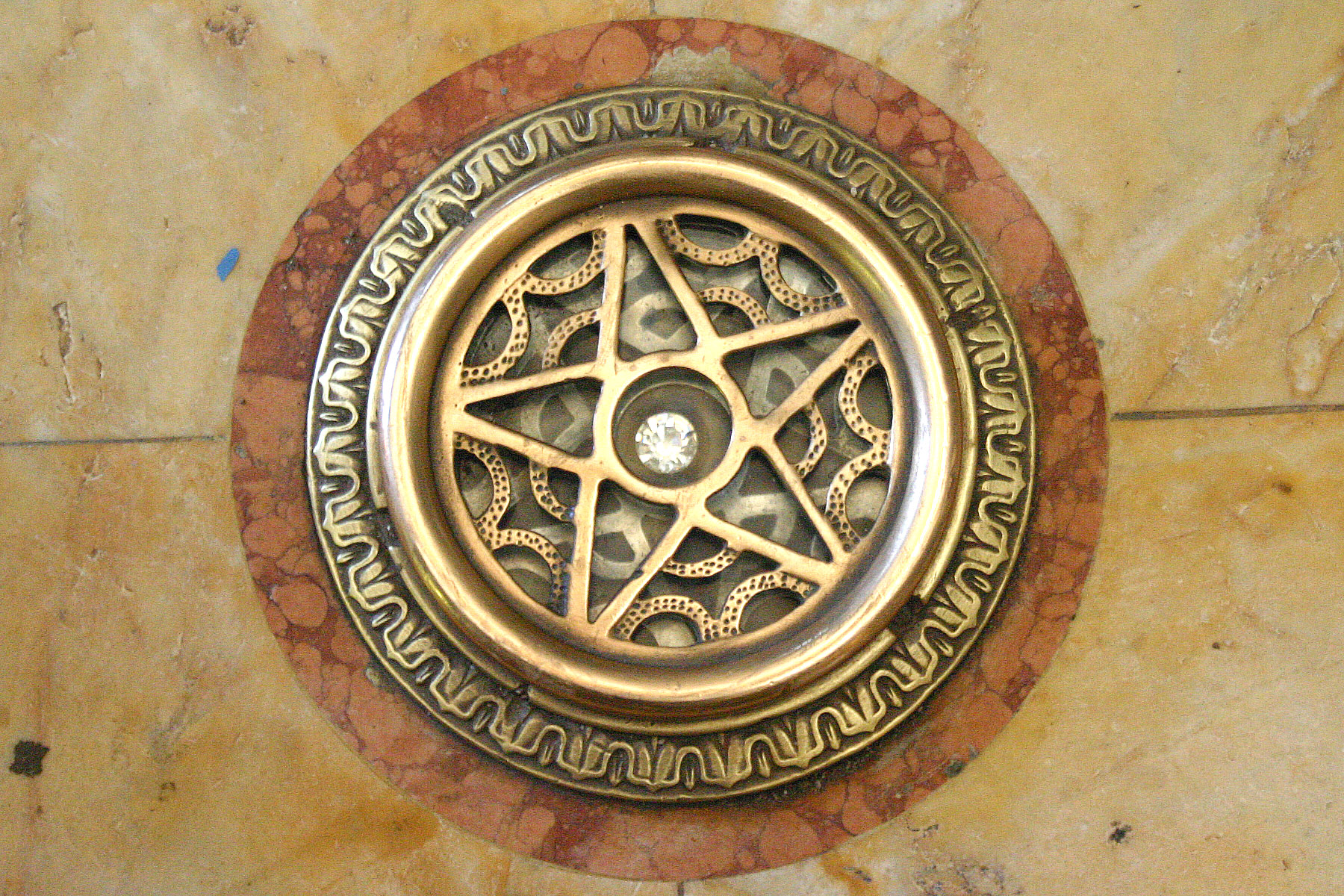
Bản sao viên kim cương đánh dấu cột mốc số 0 trong El Capitolio
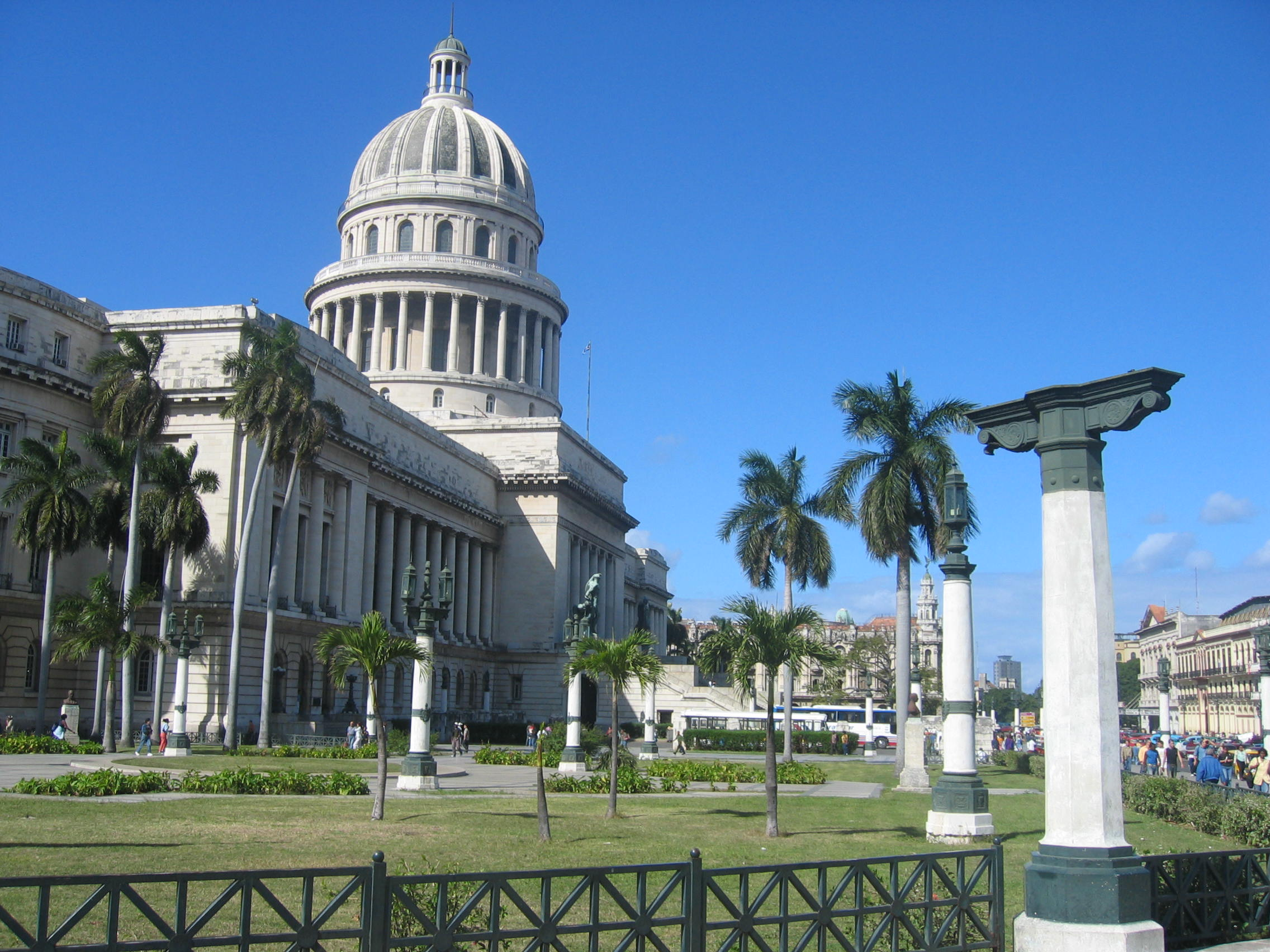
El Capitolio
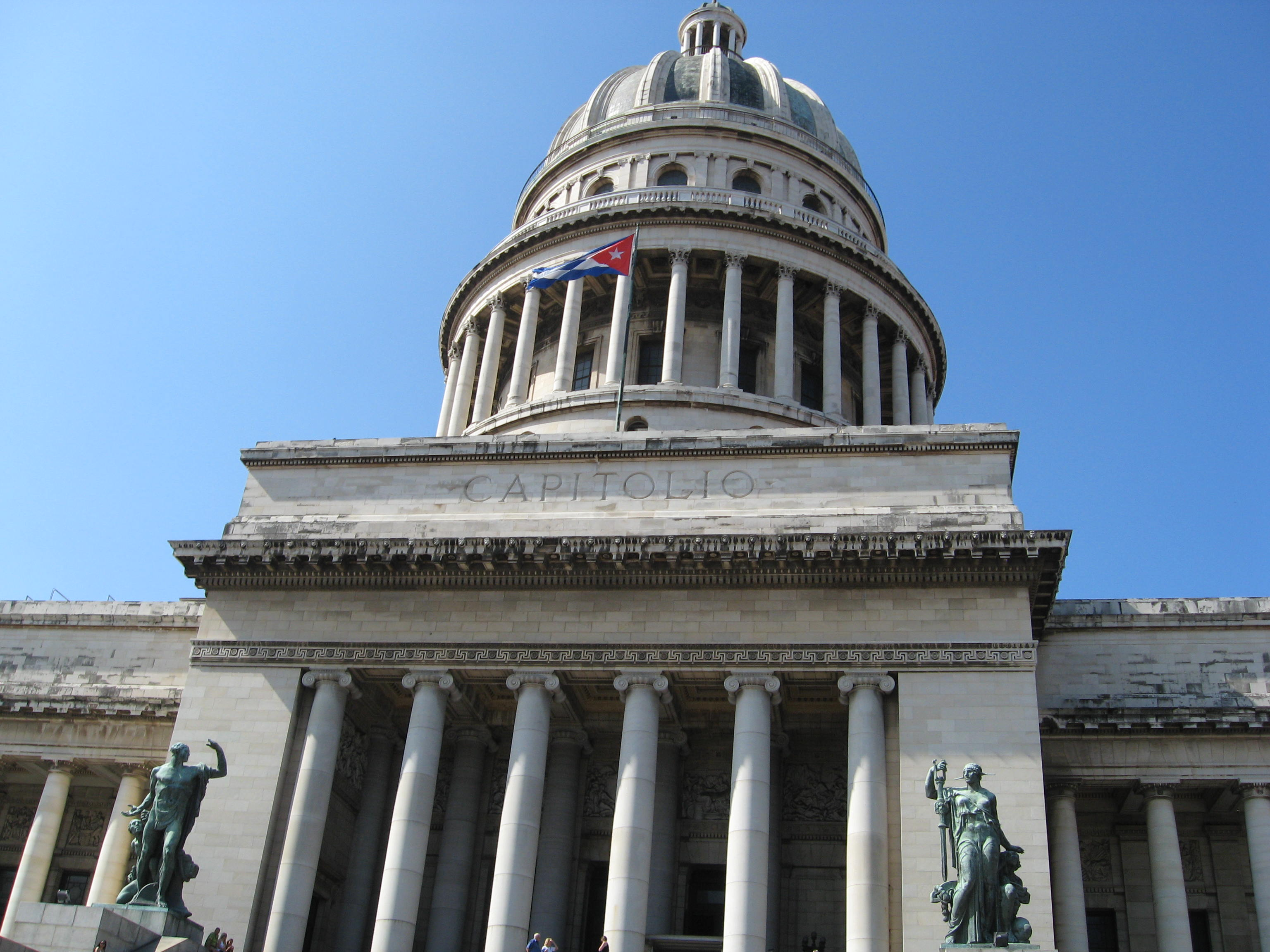
El Capitolio La Habana, Cuba ngày 24 tháng 1 năm 2008.
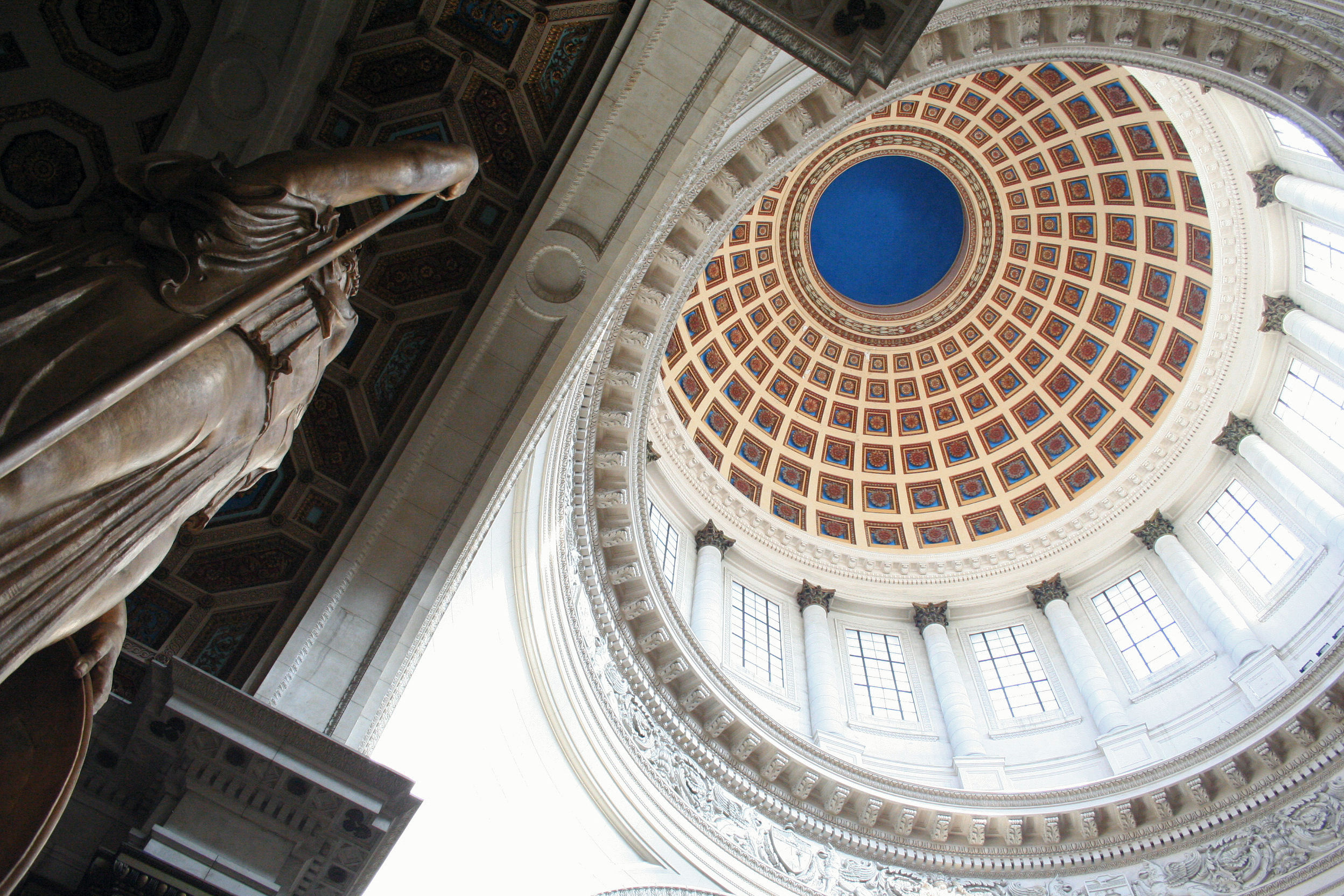
Bên trong El Capitolio La Habana